# Tour de France 1953
Le Tour de France 1953 est la 40e édition du Tour de France, course cycliste qui s'est déroulée du 3 au 26 juillet 1953.
La course est constituée de 22 étapes pour 4 476 km, traverse trois pays, s'élance de Strasbourg et arrive à Paris.
La compétition est remportée pour la première fois par le Français Louison Bobet.

## Généralités
À l'occasion de cette quarantième édition, le Tour, créé en 1903, fête son cinquantième anniversaire. Pour l'occasion, les anciens vainqueurs de l'épreuve encore en vie sont invités à l'arrivée de la course au parc des Princes à Paris. Maurice Garin, premier vainqueur, bien qu'âgé de 82 ans, accomplit un tour d'honneur à vélo.

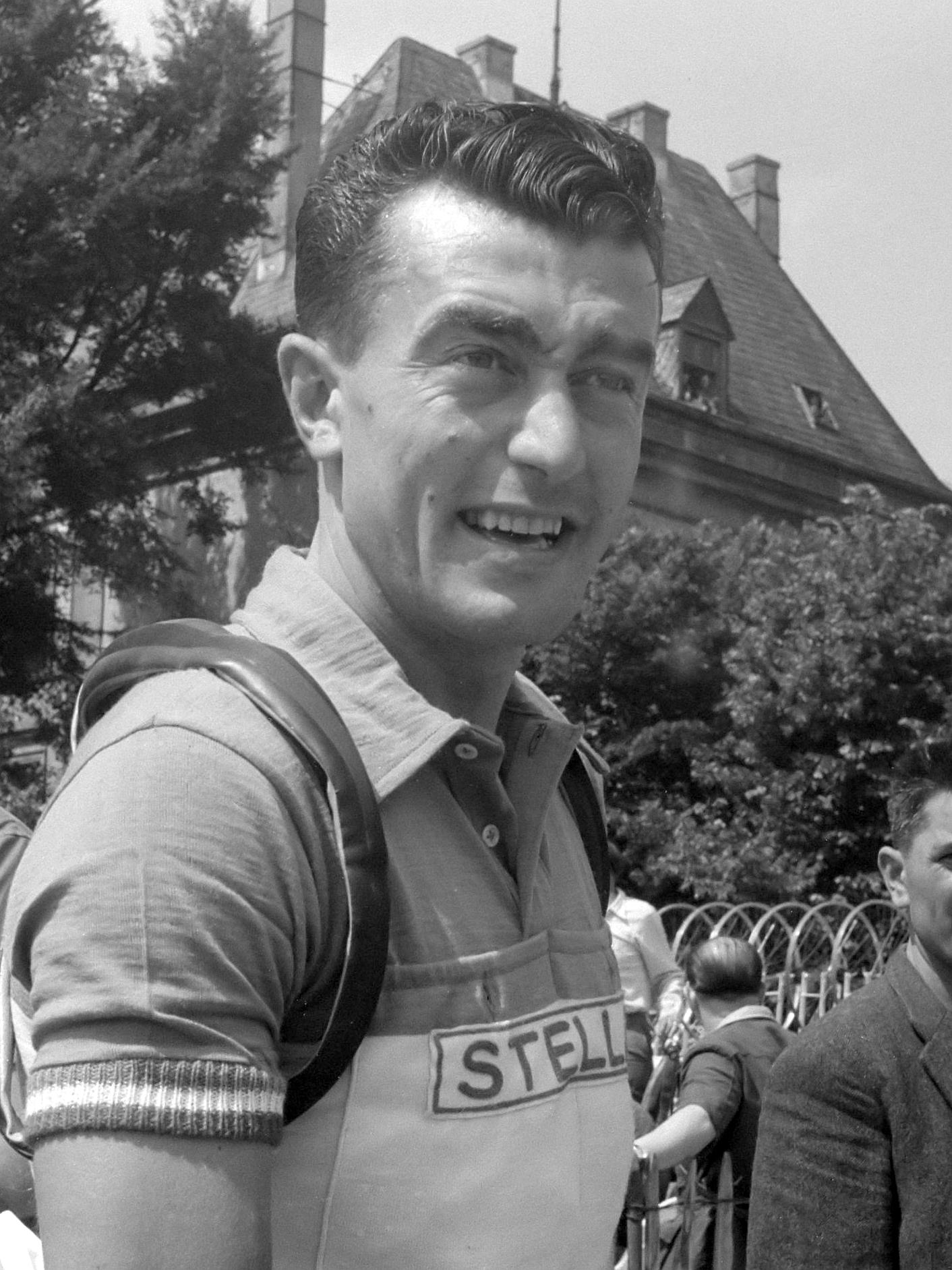
Louison Bobet

Douze formations de dix coureurs se présentent au départ à Strasbourg. Aucune de ces formations n'arrivera au complet à Paris.
Le maillot vert, créé pour récompenser le leader du classement par points désignant la régularité d'un coureur, apparaît pour la première fois.
Le Français Louison Bobet remporte l'épreuve pour la première fois après sa sixième participation.
La vitesse moyenne de ce Tour est de 34,593 km/h.

## Parcours
Le départ est donné de Strasbourg (Bas-Rhin).
En France, Cauterets (Hautes-Pyrénées), Albi (Tarn) et Montluçon (Allier) sont villes-étapes pour la première fois.
Le parcours emprunte les routes de trois pays : la France, la Belgique et Monaco.
Le vélodrome du parc des Princes dans le 16e arrondissement de Paris accueille l'arrivée du Tour comme chaque année de 1905 à 1967.
Ce Tour comporte une journée de repos pour les coureurs le samedi 11 juillet à Bordeaux (Gironde).

## Étapes
| Étape,    | Date            | Villes étapes                        |                             | Distance (km)         | Vainqueur d’étape     | Leader du classement général |
| --------- | --------------- | ------------------------------------ | --------------------------- | --------------------- | --------------------- | ---------------------------- |
| 1re étape | ven. 3 juillet  | Strasbourg – Metz                    | Étape de plaine             | 195                   | Fritz Schär           | Fritz Schär                  |
| 2e étape  | sam. 4 juillet  | Metz – Liège (BEL)                   | Étape de plaine             | 227                   | Fritz Schär           | Fritz Schär                  |
| 3e étape  | dim. 5 juillet  | Liège (BEL) – Lille                  | Étape de plaine             | 221                   | Stanislas Bober       | Fritz Schär                  |
| 4e étape  | lun. 6 juillet  | Lille – Dieppe                       | Étape de plaine             | 198                   | Gerrit Voorting       | Fritz Schär                  |
| 5e étape  | mar. 7 juillet  | Dieppe – Caen                        | Étape de plaine             | 131                   | Jean Malléjac         | Roger Hassenforder           |
| 6e étape  | mer. 8 juillet  | Caen – Le Mans                       | Étape de plaine             | 180                   | Martin Van Geneugden  | Roger Hassenforder           |
| 7e étape  | jeu. 9 juillet  | Le Mans – Nantes                     | Étape de plaine             | 181                   | Livio Isotti          | Roger Hassenforder           |
| 8e étape  | ven. 10 juillet | Nantes – Bordeaux                    | Étape de plaine             | 345                   | Jan Nolten            | Roger Hassenforder           |
|           | sam. 11 juillet | Bordeaux                             | Jour de repos               | Journée de repos no 1 | Journée de repos no 1 | Journée de repos no 1        |
| 9e étape  | dim. 12 juillet | Bordeaux – Pau                       | Étape de plaine             | 197                   | Fiorenzo Magni        | Fritz Schär                  |
| 10e étape | lun. 13 juillet | Pau – Cauterets                      | Étape de montagne           | 103                   | Jesús Loroño          | Fritz Schär                  |
| 11e étape | mar. 14 juillet | Cauterets – Luchon                   | Étape de montagne           | 115                   | Jean Robic            | Jean Robic                   |
| 12e étape | mer. 15 juillet | Luchon – Albi                        | Étape de plaine             | 241                   | André Darrigade       | François Mahé                |
| 13e étape | jeu. 16 juillet | Albi – Béziers                       | Étape de montagne           | 189                   | Nello Lauredi         | Jean Malléjac                |
| 14e étape | ven. 17 juillet | Béziers – Nîmes                      | Étape de montagne           | 214                   | Bernard Quennehen     | Jean Malléjac                |
| 15e étape | sam. 18 juillet | Nîmes – Marseille                    | Étape de plaine             | 173                   | Maurice Quentin       | Jean Malléjac                |
| 16e étape | dim. 19 juillet | Marseille – Monaco (MON)             | Étape de montagne           | 208                   | Wim van Est           | Jean Malléjac                |
|           | lun. 20 juillet | Monaco (MON)                         | Jour de repos               | Journée de repos no 2 | Journée de repos no 2 | Journée de repos no 2        |
| 17e étape | mar. 21 juillet | Monaco (MON) – Gap                   | Étape de montagne           | 261                   | Wout Wagtmans         | Jean Malléjac                |
| 18e étape | mer. 22 juillet | Gap – Briançon                       | Étape de montagne           | 165                   | Louison Bobet         | Louison Bobet                |
| 19e étape | jeu. 23 juillet | Briançon – Lyon                      | Étape de montagne           | 227                   | Georges Meunier       | Louison Bobet                |
| 20e étape | ven. 24 juillet | Lyon – Saint-Étienne                 | Contre-la-montre individuel | 70                    | Louison Bobet         | Louison Bobet                |
| 21e étape | sam. 25 juillet | Saint-Étienne – Montluçon            | Étape de plaine             | 210                   | Wout Wagtmans         | Louison Bobet                |
| 22e étape | dim. 26 juillet | Montluçon – Paris - Parc des princes | Étape de plaine             | 328                   | Fiorenzo Magni        | Louison Bobet                |

## Classements

### Classement général final
| Classement général | Classement général | Classement général | Classement général | Classement général   |
|                    | Coureur            | Pays               | Équipe             | Temps                |
| ------------------ | ------------------ | ------------------ | ------------------ | -------------------- |
| 1er                | Louison Bobet      | France             | France             | en 129 h 23 min 25 s |
| 2e                 | Jean Malléjac      | France             | Ouest              | + 14 min 18 s        |
| 3e                 | Giancarlo Astrua   | Italie             | Italie             | + 15 min 2 s         |
| 4e                 | Alex Close         | Belgique           | Belgique           | + 17 min 35 s        |
| 5e                 | Wout Wagtmans      | Pays-Bas           | Pays-Bas           | + 18 min 5 s         |
| 6e                 | Fritz Schär        | Suisse             | Suisse             | + 18 min 44 s        |
| 7e                 | Antonin Rolland    | France             | France             | + 23 min 3 s         |
| 8e                 | Nello Lauredi      | France             | France             | + 26 min 3 s         |
| 9e                 | Raphaël Géminiani  | France             | France             | + 27 min 18 s        |
| 10e                | François Mahé      | France             | Ouest              | + 28 min 26 s        |
| 11e                | Gino Bartali       | Italie             | Italie             | + 32 min 0 s         |
| 12e                | Joseph Mirando     | France             | Sud-Est            | + 38 min 21 s        |
| 13e                | Wim van Est        | Pays-Bas           | Pays-Bas           | + 39 min 0 s         |
| 14e                | José Serra Gil     | Espagne            | Espagne            | + 40 min 32 s        |
| 15e                | Fiorenzo Magni     | Italie             | Italie             | + 40 min 47 s        |
| 16e                | Gilbert Bauvin     | France             | Nord-Est - Centre  | + 42 min 3 s         |
| 17e                | Gerrit Voorting    | Pays-Bas           | Pays-Bas           | + 44 min 2 s         |
| 18e                | Marcel Ernzer      | Luxembourg         | Luxembourg         | + 46 min 41 s        |
| 19e                | Jan Nolten         | Pays-Bas           | Pays-Bas           | + 47 min 29 s        |
| 20e                | Ugo Anzile         | Italie             | Italie             | + 50 min 38 s        |
| 21e                | Lucien Lazaridès   | France             | Sud-Est            | + 52 min 16 s        |
| 22e                | Vincenzo Rossello  | Italie             | Italie             | + 54 min 47 s        |
| 23e                | Raymond Impanis    | Belgique           | Belgique           | + 59 min 12 s        |
| 24e                | Andrés Trobat      | Espagne            | Espagne            | + 1 h 4 min 35 s     |
| 25e                | Stanislas Bober    | France             | Île-de-France      | + 1 h 8 min 16 s     |
| modifier           |                    |                    |                    |                      |

### Classements annexes finals
| Classement par points, | Classement par points, | Classement par points, | Classement par points, | Classement par points, |
| ---------------------- | ---------------------- | ---------------------- | ---------------------- | ---------------------- |
|                        | Coureur                | Pays                   | Équipe                 | Point(s)               |
| 1er                    | Fritz Schär            | Suisse                 | Suisse                 | 271 points             |
| 2e                     | Fiorenzo Magni         | Italie                 | Italie                 | 307 pts                |
| 3e                     | Raphaël Géminiani      | France                 | France                 | 406.5 pts              |
| 4e                     | Antonin Rolland        | France                 | France                 | 413 pts                |
| 5e                     | Wim van Est            | Pays-Bas               | Pays-Bas               | 440 pts                |
| 6e                     | Gerrit Voorting        | Pays-Bas               | Pays-Bas               | 490 pts                |
| 7e                     | Giancarlo Astrua       | Italie                 | Italie                 | 536 pts                |
| 8e                     | Louison Bobet          | France                 | France                 | 541 pts                |
| 9e                     | Gino Bartali           | Italie                 | Italie                 | 549 pts                |
| 10e                    | Raymond Impanis        | Belgique               | Belgique               | 620 pts                |
| modifier               |                        |                        |                        |                        |

| Classement du Prix du meilleur grimpeur, | Classement du Prix du meilleur grimpeur, | Classement du Prix du meilleur grimpeur, | Classement du Prix du meilleur grimpeur, | Classement du Prix du meilleur grimpeur, |
| ---------------------------------------- | ---------------------------------------- | ---------------------------------------- | ---------------------------------------- | ---------------------------------------- |
|                                          | Coureur                                  | Pays                                     | Équipe                                   | Point(s)                                 |
| 1er                                      | Jesús Loroño                             | Espagne                                  | Espagne                                  | 54 points                                |
| 2e                                       | Louison Bobet                            | France                                   | France                                   | 36 pts                                   |
| 3e                                       | Joseph Mirando                           | France                                   | Sud-Est                                  | 30 pts                                   |
| 4e                                       | Gilbert Bauvin                           | France                                   | Nord-Est - Centre                        | 25 pts                                   |
| 5e                                       | Jean Le Guilly                           | France                                   | France                                   | 24 pts                                   |
| 6e                                       | Fritz Schär                              | Suisse                                   | Suisse                                   | 22 pts                                   |
| 7e                                       | Giancarlo Astrua                         | Italie                                   | Italie                                   | 20 pts                                   |
| 8e                                       | José Serra Gil                           | Espagne                                  | Espagne                                  | 19 pts                                   |
| 9e                                       | Jan Nolten Marcel Huber                  | Pays-Bas Suisse                          | Pays-Bas Suisse                          | 14 pts                                   |
| modifier                                 |                                          |                                          |                                          |                                          |

#### Classement par équipes
Les coureurs de l'équipe en tête de ce classement portent une casquette jaune (représentée dans les classements par l'icône  à côté du nom de l'équipe),.
| Classement par équipes | Classement par équipes | Classement par équipes | Classement par équipes |
|                        | Équipe                 | Pays                   | Temps                  |
| ---------------------- | ---------------------- | ---------------------- | ---------------------- |
| 1re                    | Pays-Bas               | Pays-Bas               | en 387 h 42 min 54 s   |
| 2e                     | France                 | France                 | + 11 min 7 s           |
| 3e                     | Nord-Est - Centre      | France                 | + 23 min 22 s          |
| 4e                     | Belgique               | Belgique               | + 54 min 57 s          |
| 5e                     | Ouest                  | France                 | + 1 h 7 min 51 s       |
| 6e                     | Italie                 | Italie                 | + 1 h 19 min 45 s      |
| 7e                     | Espagne                | Espagne                | + 2 h 0 min 13 s       |
| 8e                     | Sud-Est                | France                 | + 2 h 28 min 45 s      |
| 9e                     | Île-de-France          | France                 | + 2 h 38 min 25 s      |
| 10e                    | Suisse                 | Suisse                 | + 2 h 42 min 22 s      |
| modifier               |                        |                        |                        |

### Évolution des classements
| Étape              | Vainqueur            | Classement général | Classement par points | Classement de la montagne | Classement par équipes | Classement de la combativité | Classement de la combativité |
| Étape              | Vainqueur            | Classement général | Classement par points | Classement de la montagne | Classement par équipes | Étape                        | Leader                       |
| ------------------ | -------------------- | ------------------ | --------------------- | ------------------------- | ---------------------- | ---------------------------- | ---------------------------- |
| 1                  | Fritz Schär          | Fritz Schär        | Fritz Schär           | Non décerné               | Pays-Bas               | Wout Wagtmans                | Wout Wagtmans                |
| 2                  | Fritz Schär          | Fritz Schär        | Fritz Schär           | Wout Wagtmans             | Pays-Bas               | Wout Wagtmans                | Wout Wagtmans                |
| 3                  | Stanislas Bober      | Fritz Schär        | Fritz Schär           | Wout Wagtmans             | Pays-Bas               | Stanislas Bober              | Wout Wagtmans                |
| 4                  | Gerrit Voorting      | Fritz Schär        | Fritz Schär           | Wout Wagtmans             | Pays-Bas               | Gerrit Voorting              | Wout Wagtmans                |
| 5                  | Jean Malléjac        | Roger Hassenforder | Fritz Schär           | Wout Wagtmans             | Nord-Est - Centre      | Roger Hassenforder           | Wout Wagtmans                |
| 6                  | Martin Van Geneugden | Roger Hassenforder | Fritz Schär           | Wout Wagtmans             | Nord-Est - Centre      | Louis Caput                  | Wout Wagtmans                |
| 7                  | Livio Isotti         | Roger Hassenforder | Fritz Schär           | Wout Wagtmans             | Nord-Est - Centre      | François Mahé                | Wout Wagtmans                |
| 8                  | Jan Nolten           | Roger Hassenforder | Fritz Schär           | Wout Wagtmans             | Nord-Est - Centre      | Jan Nolten                   | Wout Wagtmans                |
| 9                  | Fiorenzo Magni       | Fritz Schär        | Fritz Schär           | Wout Wagtmans             | Nord-Est - Centre      | André Darrigade              | Wout Wagtmans                |
| 10                 | Jesús Loroño         | Fritz Schär        | Jean Robic            | Jesús Loroño              | Nord-Est - Centre      | Jesús Loroño                 | Wout Wagtmans                |
| 11                 | Jean Robic           | Jean Robic         | Jean Robic            | Jean Robic                | Nord-Est - Centre      | Jean Robic                   | Wout Wagtmans                |
| 12                 | André Darrigade      | François Mahé      | Jean Robic            | Jean Robic                | Nord-Est - Centre      | Maurice Quentin              | Wout Wagtmans                |
| 13                 | Nello Lauredi        | Jean Malléjac      | Fritz Schär           | Jean Robic                | Nord-Est - Centre      | Joseph Mirando               | Wout Wagtmans                |
| 14                 | Bernard Quennehen    | Jean Malléjac      | Fritz Schär           | Jean Robic                | Nord-Est - Centre      | Jan Nolten                   | Jan Nolten                   |
| 15                 | Maurice Quentin      | Jean Malléjac      | Fritz Schär           | Jesús Loroño              | Nord-Est - Centre      | Maurice Quentin              | Jan Nolten                   |
| 16                 | Wim van Est          | Jean Malléjac      | Fritz Schär           | Jesús Loroño              | Nord-Est - Centre      | Joseph Mirando               | Jan Nolten                   |
| 17                 | Wout Wagtmans        | Jean Malléjac      | Fritz Schär           | Jesús Loroño              | Nord-Est - Centre      | Stanislas Bober              | Wout Wagtmans                |
| 18                 | Louison Bobet        | Louison Bobet      | Fritz Schär           | Jesús Loroño              | Pays-Bas               | Louison Bobet                | Wout Wagtmans                |
| 19                 | Georges Meunier      | Louison Bobet      | Fritz Schär           | Jesús Loroño              | Pays-Bas               | Jean Forestier               | Wout Wagtmans                |
| 20                 | Louison Bobet        | Louison Bobet      | Fritz Schär           | Jesús Loroño              | Pays-Bas               | Non décerné                  | Wout Wagtmans                |
| 21                 | Wout Wagtmans        | Louison Bobet      | Fritz Schär           | Jesús Loroño              | Pays-Bas               | Gilbert Bauvin               | Wout Wagtmans                |
| 22                 | Fiorenzo Magni       | Louison Bobet      | Fritz Schär           | Jesús Loroño              | Pays-Bas               | Wout Wagtmans                | Wout Wagtmans                |
| Classements finals | Classements finals   | Louison Bobet      | Fritz Schär           | Jesús Loroño              | Pays-Bas               | Wout Wagtmans                | Wout Wagtmans                |

## Liste des coureurs
La liste ci-dessous présente les coureurs inscrits par numéro de dossard.
| Légende | Légende                                                                    | Légende | Légende                                                    |
| ------- | -------------------------------------------------------------------------- | ------- | ---------------------------------------------------------- |
| Num     | Dossard de départ porté par le coureur sur ce Tour                         | Pos     | Position à l'arrivée de la course                          |
|         | Indique un maillot de champion national ou mondial, suivi de sa spécialité | NP      | Indique un coureur qui n'a pas pris le départ de la course |
| AB      | Indique un coureur qui n'a pas terminé la course                           | HD      | Indique un coureur qui a terminé la course hors des délais |

| Italie                            | Italie                  | Italie |
| --------------------------------- | ----------------------- | ------ |
| Num                               | Coureur                 | Pos    |
| 1                                 | Giancarlo Astrua (ITA)  | 3e     |
| 2                                 | Mario Baroni (ITA)      | 53e    |
| 3                                 | Gino Bartali (ITA)      | 11e    |
| 4                                 | Giovanni Corrieri (ITA) | 56e    |
| 5                                 | Umberto Drei (ITA)      | 54e    |
| 6                                 | Adolfo Grosso (ITA)     | HD-7   |
| 7                                 | Livio Isotti (ITA)      | 42e    |
| 8                                 | Fiorenzo Magni (ITA)    | 15e    |
| 9                                 | Giuseppe Minardi (ITA)  | AB-5   |
| 10                                | Vincenzo Rossello (ITA) | 22e    |
| Directeur sportif : Alfredo Binda |                         |        |

| Suisse                          | Suisse                   | Suisse |
| ------------------------------- | ------------------------ | ------ |
| Num                             | Coureur                  | Pos    |
| 11                              | François Chevalley (SUI) | HD-2   |
| 12                              | Emilio Croci-Torti (SUI) | HD-1   |
| 13                              | Carlo Lafranchi (SUI)    | 61e    |
| 14                              | Marcel Huber (SUI)       | 32e    |
| 15                              | Hugo Koblet (SUI)        | AB-10  |
| 16                              | Martin Metzger (SUI)     | 68e    |
| 17                              | Remo Pianezzi (SUI)      | 57e    |
| 18                              | Otto Meili (SUI)         | HD-2   |
| 19                              | Fritz Schär (SUI)        | 6e     |
| 20                              | Max Schellenberg (SUI)   | 67e    |
| Directeur sportif : Alex Burtin |                          |        |

| Belgique                         | Belgique                    | Belgique |
| -------------------------------- | --------------------------- | -------- |
| Num                              | Coureur                     | Pos      |
| 21                               | Jan Adriaensens (BEL)       | 45e      |
| 22                               | Alex Close (BEL)            | 4e       |
| 23                               | Hilaire Couvreur (BEL)      | 28e      |
| 24                               | Alfred De Bruyne (BEL)      | 52e      |
| 25                               | Aloïs De Hertog (BEL)       | HD-6     |
| 26                               | René De Smet (BEL)          | 43e      |
| 27                               | Raymond Impanis (BEL)       | 23e      |
| 28                               | Robert Vanderstockt (BEL)   | AB-11    |
| 29                               | Martin Van Geneugden (BEL)  | 34e      |
| 30                               | Richard Van Genechten (BEL) | 33e      |
| Directeur sportif : Sylvère Maes |                             |          |

| Espagne                             | Espagne                  | Espagne |
| ----------------------------------- | ------------------------ | ------- |
| Num                                 | Coureur                  | Pos     |
| 31                                  | Victorio García (ESP)    | AB-4    |
| 32                                  | José Gil Solé (ESP)      | AB-5    |
| 33                                  | Antonio Gelabert (ESP)   | 48e     |
| 34                                  | Vicente Iturat (ESP)     | HD-18   |
| 35                                  | Jesús Loroño (ESP)       | 50e     |
| 36                                  | Francisco Masip (ESP)    | 46e     |
| 37                                  | Dalmacio Langarica (ESP) | 73e     |
| 38                                  | José Serra Gil (ESP)     | 14e     |
| 39                                  | Andrés Trobat (ESP)      | 24e     |
| 40                                  | José Vidal Porcar (ESP)  | 74e     |
| Directeur sportif : Mariano Canardo |                          |         |

| Luxembourg                         | Luxembourg            | Luxembourg |
| ---------------------------------- | --------------------- | ---------- |
| Num                                | Coureur               | Pos        |
| 41                                 | Jean Diederich (LUX)  | AB-18      |
| 42                                 | Marcel Dierkens (LUX) | AB-14      |
| 43                                 | Marcel Ernzer (LUX)   | 18e        |
| 44                                 | Charly Gaul (LUX)     | AB-6       |
| 45                                 | Lucien Gillen (LUX)   | NP-1       |
| 46                                 | Jean Goldschmit (LUX) | AB-18      |
| 47                                 | Edy Hein (LUX)        | AB-16      |
| 48                                 | Willy Kemp (LUX)      | 66e        |
| 49                                 | Jim Kirchen (LUX)     | AB-14      |
| 50                                 | Jean Schmit (LUX)     | 72e        |
| Directeur sportif : Nicolas Frantz |                       |            |

| Pays-Bas                            | Pays-Bas               | Pays-Bas |
| ----------------------------------- | ---------------------- | -------- |
| Num                                 | Coureur                | Pos      |
| 51                                  | Sjef Janssen (NED)     | HD-7     |
| 52                                  | Jan Nolten (NED)       | 19e      |
| 53                                  | Thijs Roks (NED)       | 29e      |
| 54                                  | Henk Steevens (NED)    | HD-6     |
| 55                                  | Adri Suykerbuyk (NED)  | 40e      |
| 56                                  | Hein Van Breenen (NED) | 36e      |
| 57                                  | Wim van Est (NED)      | 13e      |
| 58                                  | Wout Wagtmans (NED)    | 5e       |
| 59                                  | Adri Voorting (NED)    | AB-18    |
| 60                                  | Gerrit Voorting (NED)  | 17e      |
| Directeur sportif : Kees Pellenaars |                        |          |

| France                           | France                  | France |
| -------------------------------- | ----------------------- | ------ |
| Num                              | Coureur                 | Pos    |
| 61                               | Louison Bobet (FRA)     | 1er    |
| 62                               | Adolphe Deledda (FRA)   | 35e    |
| 63                               | Jean Dotto (FRA)        | AB-2   |
| 64                               | Bernard Gauthier (FRA)  | 75e    |
| 65                               | Raphaël Géminiani (FRA) | 9e     |
| 66                               | Nello Lauredi (FRA)     | 8e     |
| 67                               | Jean Le Guilly (FRA)    | 30e    |
| 68                               | Raoul Rémy (FRA)        | 51e    |
| 69                               | Antonin Rolland (FRA)   | 7e     |
| 70                               | Lucien Teisseire (FRA)  | 26e    |
| Directeur sportif : Marcel Bidot |                         |        |

| Île-de-France                         | Île-de-France         | Île-de-France |
| ------------------------------------- | --------------------- | ------------- |
| Num                                   | Coureur               | Pos           |
| 71                                    | Stanislas Bober (FRA) | 25e           |
| 72                                    | Louis Caput (FRA)     | NP-12         |
| 73                                    | Maurice Diot (FRA)    | 60e           |
| 74                                    | Jean Guéguen (FRA)    | AB-12         |
| 75                                    | Maurice Quentin (FRA) | 31e           |
| 76                                    | Attilio Redolfi (FRA) | AB-14         |
| 77                                    | Jacques Renaud (FRA)  | 41e           |
| 78                                    | Claude Rouer (FRA)    | 76e           |
| 79                                    | Eugène Telotte (FRA)  | AB-11         |
| 80                                    | Alfred Tonello (FRA)  | 49e           |
| Directeur sportif : Fernand Mithouard |                       |               |

| Nord-Est - Centre                     | Nord-Est - Centre           | Nord-Est - Centre |
| ------------------------------------- | --------------------------- | ----------------- |
| Num                                   | Coureur                     | Pos               |
| 81                                    | Ugo Anzile (ITA)            | 20e               |
| 82                                    | Gilbert Bauvin (FRA)        | 16e               |
| 83                                    | Guy Buchaille (FRA)         | AB-10             |
| 84                                    | Jean Dacquay (FRA)          | 55e               |
| 85                                    | Jean Forestier (FRA)        | 39e               |
| 86                                    | Roger Hassenforder (FRA)    | HD-10             |
| 87                                    | Jacques Labertonnière (FRA) | AB-14             |
| 88                                    | Georges Meunier (FRA)       | 27e               |
| 89                                    | Bernard Quennehen (FRA)     | 64e               |
| 90                                    | Roger Walkowiak (FRA)       | 47e               |
| Directeur sportif : Sauveur Ducazeaux |                             |                   |

| Sud-Est                              | Sud-Est                | Sud-Est |
| ------------------------------------ | ---------------------- | ------- |
| Num                                  | Coureur                | Pos     |
| 91                                   | Émile Baffert (FRA)    | AB-6    |
| 92                                   | Ahmed Kebaïli (ALG)    | NP-5    |
| 93                                   | Lucien Lazaridès (FRA) | 21e     |
| 94                                   | Siro Bianchi (FRA)     | 69e     |
| 95                                   | Joseph Mirando (FRA)   | 12e     |
| 96                                   | Pierre Molinéris (FRA) | 38e     |
| 97                                   | René Privat (FRA)      | AB-13   |
| 98                                   | René Rotta (FRA)       | 63e     |
| 99                                   | Vincent Vitetta (FRA)  | 59e     |
| 100                                  | Marcel Zelasco (FRA)   | AB-3    |
| Directeur sportif : Marius Guiramand |                        |         |

| Ouest                              | Ouest                 | Ouest |
| ---------------------------------- | --------------------- | ----- |
| Num                                | Coureur               | Pos   |
| 101                                | Amand Audaire (FRA)   | 65e   |
| 102                                | Roger Chupin (FRA)    | AB-14 |
| 103                                | Norbert Esnault (FRA) | 71e   |
| 104                                | Émile Guérinel (FRA)  | AB-7  |
| 105                                | François Mahé (FRA)   | 10e   |
| 106                                | Jean Malléjac (FRA)   | 2e    |
| 107                                | Bernard Bultel (FRA)  | 70e   |
| 108                                | Joseph Morvan (FRA)   | 62e   |
| 109                                | Roger Pontet (FRA)    | 44e   |
| 110                                | Jean Robic (FRA)      | NP-14 |
| Directeur sportif : Léon Le Calvez |                       |       |

| Sud-Ouest                     | Sud-Ouest                | Sud-Ouest |
| ----------------------------- | ------------------------ | --------- |
| Num                           | Coureur                  | Pos       |
| 111                           | Louis Barès (FRA)        | HD-11     |
| 112                           | Hubert Bastianelli (FRA) | AB-13     |
| 113                           | Claude Colette (FRA)     | 58e       |
| 114                           | André Darrigade (FRA)    | 37e       |
| 115                           | Robert Desbats (FRA)     | AB-6      |
| 116                           | Jacques Dupont (FRA)     | AB-18     |
| 117                           | Henri Paret (FRA)        | AB-19     |
| 118                           | Hervé Prouzet (FRA)      | AB-4      |
| 119                           | Tino Sabbadini (FRA)     | AB-7      |
| 120                           | Jacques Vivier (FRA)     | AB-13     |
| Directeur sportif : Paul Maye |                          |           |